# Ingemar Callenberg

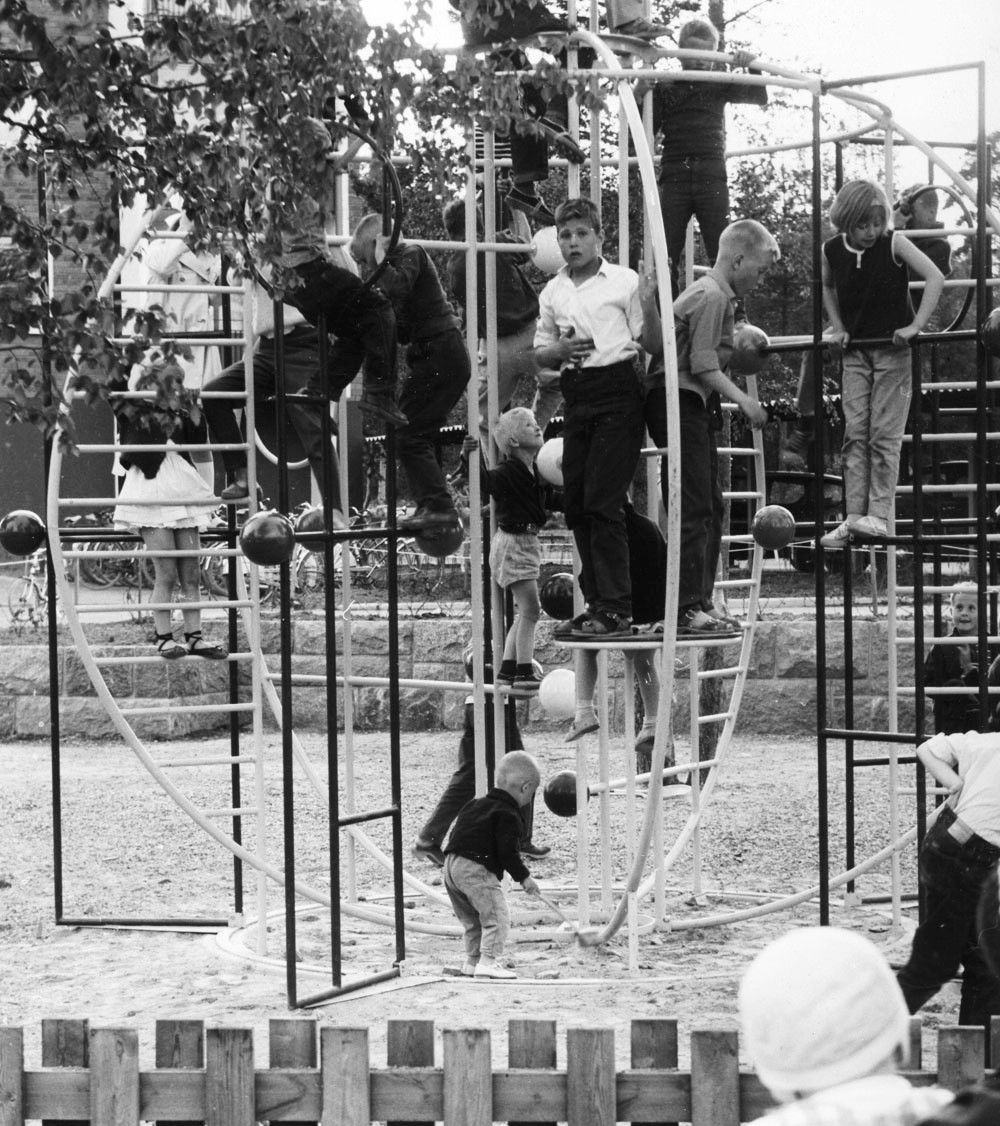
Callenbergs klätterställning i Örnäset, 1963.

Ingemar Callenberg, född 22 juli 1926 i Nederluleå socken, Norrbottens län, död 16 juli 1973 i Luleå, Norrbottens län var en svensk bildkonstnär.

## Biografi
Callenberg utbildade sig vid Konstfack i Stockholm och i Tyskland samt Frankrike. Vid sidan av sitt måleri skapade Callenberg en lång rad skulpturer, gobelänger, bokomslag och monumentala väggmålningar. De senare utförde han bland annat i tingshuset i Falköping, för Folkets hus i Gällivare, i en banklokal i Vällingby centrum och i byggnaden Kolingsborg vid Slussen i Stockholm.
I Kolingsborg, som då var kontor för Stockholms hamnar, skildrade han på 1950-talet hamnarbetarnas hårda vardag i form av stora väggmålningar i den runda utropshallen, där arbetarna väntade på att få jobb för dagen. I mitten av 1970-talet byggdes hallen om till diskotek och väggarna målades om i svart kulör, men Callenbergs målningar skyddades under paneler och fanns kvar ända till senhösten 2015. De förstördes i samband med bygget av Nya Slussen, då Kolingsborg revs. Endast tre mindre fragment finns bevarade.[källa behövs]
Callenberg återvände så småningom till Luleå där han ofta anlitades att utföra konstnärlig utsmyckning av det offentliga rummet. I början av 1960-talet stod han för målningar i trappuppgångarna för de nybyggda bostadshusen på Mjölkudden. I stadsdelen Örnäset formgav och konstruerade han till och med en klätterställning.
Callenberg samarbetade med den jämnårige konstnären Björn Blomberg i ett konstuppdrag från Kalix kommun för Furuhedsskolan, ett 40 ton tungt konstverk "Borgen" försedd med reliefer med personnamn och fakta om händelser i Kalix. Insidan av konstverket utformades med bänkar att sitta på och stora fria ytor att fritt få skriva och rita på för den som ville uttrycka sig. Konstverket invigdes 1970. 